# Progression d'accords
Une progression d'accords ou progression harmonique est une série d'accords musicaux (en anglais chord progression ou chord changes) qui vise à établir (ou contredire) une tonalité fondée sur une tonique et son accord. Les accords et la théorie des accords sont connus sous le nom d'harmonie.

## Notions élémentaires

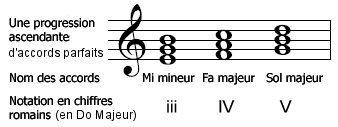
La tonique d'une pièce musicale est appelée note numéro un (normalement écrit en chiffre romain), le premier degré d'une gamme ascendante. Les accords construits sur chaque degré de la gamme sont numérotés de la même façon de manière que, par exemple, dans le ton de Do (ou C), la progression Mi mineur (E mineur) Fa (ou F) - Sol (ou G) peut être généralement décrite comme étant une progression Trois - Quatre - Cinq ou iii - IV - V.

Un accord peut être construit à partir de n'importe quelle note d'une gamme. Donc une gamme de sept notes permet sept accords de base, chaque degré de la gamme devenant la   fondamentale de son propre accord. Un accord fondé sur la note la (ou A) est un accord de la : cependant, étant donné que toute progression peut être jouée dans n'importe quel ton, les fondements de l'harmonie sont mieux compris en numérotant les accords selon le degré de la gamme sur laquelle ils sont construits, de façon ascendante, à partir de la tonique. Le sens structurel d'une harmonie dépend exclusivement du degré de la gamme. (voir aussi Échelle diatonique)
Toutes les  gammes majeures donnent trois triades majeures qui, ensemble, comprennent toutes les notes de la gamme. Elles sont basées sur le premier, le quatrième et le cinquième degré de la gamme (la tonique, la sous-dominante et la dominante) et peuvent donc harmoniser toutes les notes de la gamme.
La même gamme offre également trois accords mineurs relatifs, chacun étant relatif à un des accords majeurs. Ces accords mineurs se fondent sur le deuxième, troisième et sixième degré de la gamme majeure et se présentent dans la même relation de l'un à l'autre que les trois accords majeurs, de sorte qu'ils peuvent être considérés comme le premier, quatrième et cinquième degrés de la tonalité mineure relative (e.g. la mineur pour do majeur). À part ces six accords communs, le septième accord de la gamme donnera un accord diminué.
En outre, des notes supplémentaires peuvent être ajoutées à ces accords de trois notes (ou triades), notamment par l'ajout d'une septième pour former un accord de quatre notes, et/ou d'une neuvième, voire treizième (cf. accord de cinq notes). 
Tant que ces notes sont sélectionnées dans la gamme originale, l'harmonie reste diatonique. Si de nouveaux  intervalles chromatiques sont introduits, alors un changement de tonique (ou modulation) se produit, ce qui peut donner l'impression que le centre tonal se déplace. Si cet écart est temporaire, il peut conduire à un retour à la tonalité d'origine, de sorte que toute la séquence d'accords aboutit à une forme musicale plus étendue (qu'une progression sans modulation).
Bien qu'il soit possible d'imaginer un nombre indéfini de progressions d'accords, en pratique (surtout dans le contexte des musiques dites "légères") les progressions sont souvent limitées à quelques mesures, et certaines progressions caractéristiques apparaissent de façon particulièrement récurrente, selon des phénomènes de mode, ou d'identité/tradition musicale (folklorique notamment). Une progression d'accords peut même caractériser une forme musicale tout entière (cf. notamment les fameux « trois accords » du blues, c'est-à-dire I/IV/V).
Dans la notation classique occidentale, les accords  construits sur la gamme sont numérotés en chiffres romains. Un accord de ré (ou D) sera numéroté I dans le ton de ré, par exemple, mais IV en la (ou A). Les accords mineurs se sont signifiés par les chiffres romains en minuscules, de sorte que ré mineur, dans le ton de do (ou C) serait écrit ii.
D'autres formes de notation d'accord ont été conçues, de la  basse chiffrée en passant par la tablature et les diagramme d'accords. Ces procédés permettent généralement, voire exigent un certain degré d'  improvisation.
Dans le jazz par exemple, la notation des progressions harmoniques se fait le plus souvent au moyen d'une "grille harmonique", et il fait généralement référence aux degrés d'une tonalité sous la forme de chiffres romains toujours en majuscule, e.g. III/VI/II/V/I pour faire référence à un "turnaround" (ou cadence) qu'on retrouve dans de nombreux standards, comme « Les feuilles mortes » (ou « Autumn leaves »), « All the things you are », « All of me », etc.

## Progression simple
Les gammes diatoniques, comme les gammes majeures et mineures se prêtent particulièrement bien à la construction des accords communs, car ils contiennent un grand nombre de quintes justes (trois tons et un demi-ton diatonique). Ces gammes dominent dans les périodes où l'harmonie est une partie essentielle de la musique, comme durant la période  baroque,  classique et  romantique de la musique classique occidentale. D'autre part, les musiques arabe et indienne, même si elles utilisent des gammes diatoniques, ont également un certain nombre de gammes non-diatoniques disponibles parce que la musique n'a pas de modulation: elle demeure toujours autour du même centre tonal, comme le fait une certaine quantité de hard rock, hip-hop, funk, disco, jazz, etc..
L'alternance de deux accords peut être considérée comme la progression la plus élémentaire et de nombreux morceaux très connus sont construits harmonieusement sur la simple répétition de deux accords de la même gamme. Par exemple, la première  Gymnopédie pour piano d'Erik Satie et la pièce Heroin de Velvet Underground  sont toutes deux construites sur une répétition I - IV, tandis que Shout des Isley Brothers et Buffalo Soldier de Bob Marley et King Sporty  utilisent tous les deux I - vi. Beaucoup de ragtime et les mélodies plus simples de la musique classique (par exemple, Trumpet Voluntary) sont construits, principalement ou entièrement, sur les accords I et V.

## Progressions de trois accords

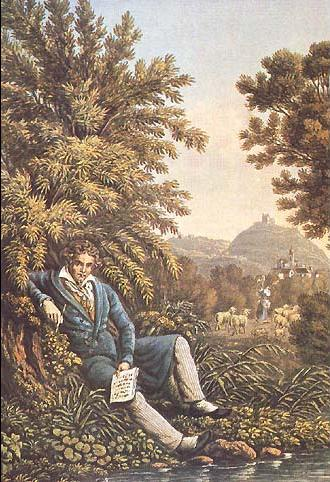
Beethoven imaginé en train de composer sa Symphonie pastorale.

Les airs à trois accords, cependant, sont plus fréquents, car une mélodie peut alors insister sur n'importe quelle note de la gamme. Souvent, les accords peuvent être sélectionnés pour s'adapter à une mélodie préconçue, mais il arrive souvent que ce soit la progression elle-même qui donne lieu à la mélodie.
La progression en cercle à trois accords I - IV - V est une sorte de progression particulièrement populaire (voir ci-dessous). Elle peut être placée dans une phrase de quatre mesures de plusieurs façons qui ont été mises à profit sans fin. Ottman  en donne des exemples :
- I - IV - V - V (à la base de nombreuses chansons mexicaines comme La Bamba, cette progression est également utilisée dans Like a Rolling Stone de Bob Dylan, et dans Twist and Shout des Isley Brothers et encore dans Lucy in the Sky with Diamonds des Beatles).
- I - I - IV - V. (My Boy Lollipop de Millie Small (habituellement attribuée à Robert Spencer, Morris Levy, et Johnny Roberts), Heartbeat (écrit par Bob Montgomery et Norman Petty pour Buddy Holly), le refrain de Get Off of My Cloud des Rolling Stones, Diamonds on the Soles of Her Shoes de Paul Simon, Madame George de Van Morrison...).
- I - IV - I - V. (commun dans la musique élisabéthaine (Scholes, 1977), cette progression sous-tend également la chanson de collège américain Goodnight Ladies et "Mbube" de Solomon Linda  / Wimoweh / The Lion Sleeps Tonight parmi beaucoup d'autres.)
- I - IV - V - IV. (Chip Taylor / The Troggs Wild Thing, etc.).

Ce modèle harmonique de base apparaît dans de nombreuses autres chansons pop — la production de Phil Spector pourrait également être citée à ce sujet. Des progressions semblables abondent dans la musique populaire africaine. Elles peuvent être modifiées par l'ajout de septièmes (ou d'autres degrés de la gamme) à tout accord ou par la substitution de l'accord relatif mineur de l'accord IV pour donner, par exemple, I - ii - V. Cette dernière se fait entendre, par exemple, dans Good Vibrations des  Beach Boys (Got to keep those...). Cette séquence, qui utilise les accords basés sur le second degré de la gamme, est également utilisée en cadence dans  une progression d'accords communs de l'harmonie jazz, le turn around en anglais, que l'on appelle ii - V - I, sur lesquels sont fondés les progressions d'accords les plus décorés de John Coltrane.
Ces progressions harmoniques sont à la base de l'ensemble d'une grande partie de la musique populaire africaine et américaine, et elles se produisent par section, en de nombreux morceaux de musique classique (comme les premières mesures de la  Symphonie Pastorale de Ludwig van Beethoven). Chacune de ces progressions peut être transposée dans n'importe quel ton de telle sorte que, par exemple, la progression I - IV - V dans la tonalité de la (ou A) sera jouée A - D - E, tandis que dans la tonalité de do (ou C), les accords seront C - F - G.
De simples séquences telles que celles présentées ci-dessus ne représentent pas toute la structure harmonique d'un morceau; elles peuvent être facilement étendues pour ajouter une plus grande variété. Souvent une phrase d'ouverture de type I - IV - V - V, qui s'achève sur une dominante non résolue, peut recevoir une « réponse » consistant en une version similaire qui se résout dans l'accord de base ou la tonique, doublant la longueur de la structure de base:
- I - IV - V - V
- I - IV - V - I

En outre, un tel passage peut être alterné avec une progression différente pour donner une forme binaire ou ternaire simple, telle que la forme populaire de trente-deux mesures.

## Progressions blues

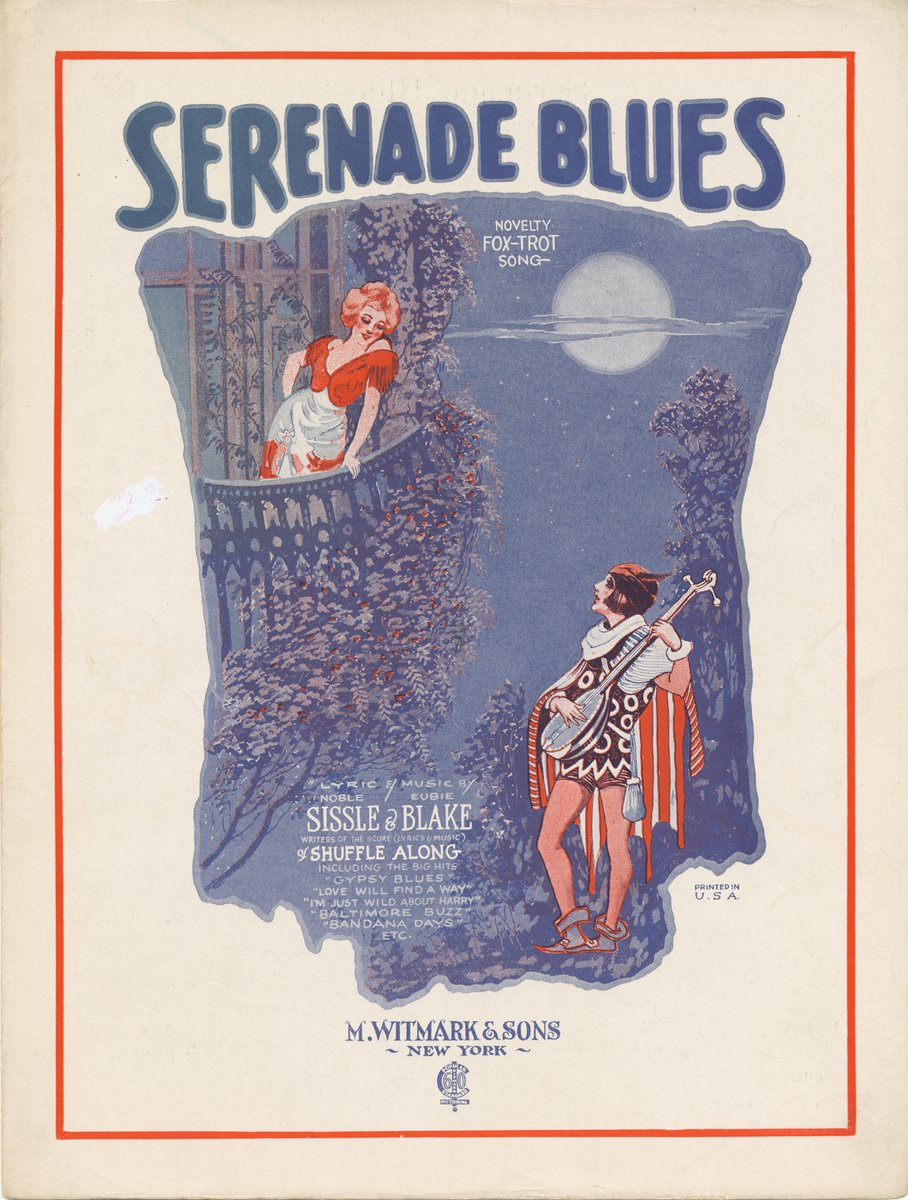
Les progressions blues ont influencé une grande partie de la musique populaire américaine du XXe siècle.

Le blues à douze mesures et ses nombreuses variantes qui utilisent une forme allongée des trois accords I - IV - V ont engendré d'innombrables albums à succès, y compris la production la plus importante du rock 'n' roll comprenant la discographie de Chuck Berry et Little Richard.
Dans sa forme la plus élémentaire, (il existe de nombreuses variantes) les accords progressent  comme suit:
- I - I - I - I
- IV - IV - I - I
- V - IV - I - I

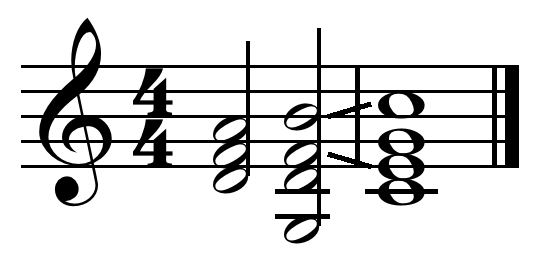
turnaround ii-V-I en do

Les progressions harmoniques blues de base peuvent aussi se limiter à une seule section d'une forme musicale plus élaborée, comme souvent avec les Beatles dans des chansons comme You Can't Do That, I Feel Fine et She's a Woman. Elles ont également été soumises à une élaboration densément chromatique, comme dans le travail de Charlie Parker.
Steedman (1984) a proposé qu'un ensemble de règles de réécriture récursive génèrent toutes les altérations bien formées du jazz, ainsi que des accords du blues de base et de ses variations mineures.
Parmi ces règles importantes, citons:
- le remplacement d'un accord par sa dominante relative (ou son ajout), sa sous-dominante ou par la substitution du  triton;
- l'utilisation des accords chromatiques passants (passing tone);
- l'utilisation extensive des turnaround II-V-I;
- l'altération des accords tels que les accords mineurs, septièmes diminués, etc.[8].

## Progressions des années 1950

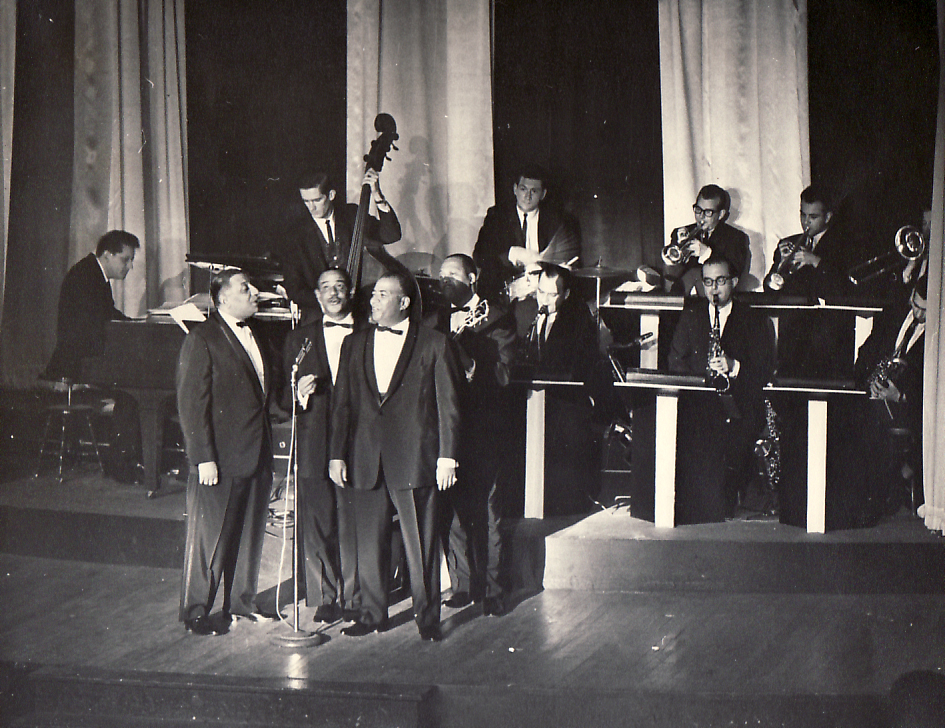
L'enregistrement de Till Then des Mills Brothers annonçait la musique de la fin de la Deuxième Guerre mondiale et des années 1950 (Courtoisie de la Fraser MacPherson estate c/o Guy MacPherson)

Une autre façon de prolonger la séquence I - IV - V commune est d'ajouter l'accord du 6e degré de la gamme, ce qui donne une séquence I - vi - IV - V ou I - vi - ii - V, parfois appelé « anatole ».

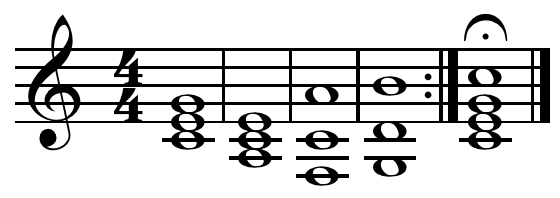
Progression en do des années 1950, finissant en do

En fait, cette séquence a été en usage dès les premiers jours de la musique classique (souvent utilisée par Wolfgang Amadeus Mozart), mais après avoir généré des succès populaires tels que Blue Moon (1934) de Rogers and Hart's, The Way You Look Tonight de Jerome Kern et Dorothy Fields (1936) et Heart and Soul de Hoagy Carmichael (1938), elle est devenue associée aux groupes vocaux noirs américains des années 1940, The Ink Spots et les Mills Brothers (avec Till Then), et est ainsi devenue plus tard la base de tout le genre doo-wop des années 1950, un exemple typique étant The Book of Love des Monotones.

## Progressions en cercle

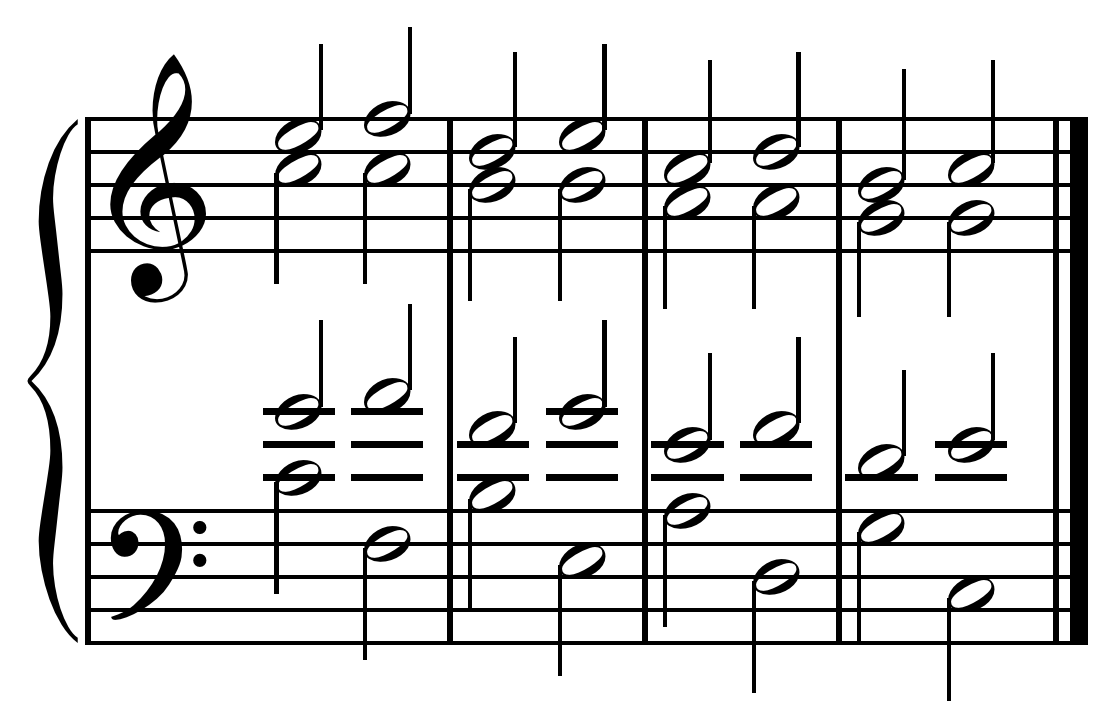
Progression en cercle en do majeur

L'introduction de l'accord ii dans ces progressions souligne son importance en tant qu'une des formes élémentaires des progressions en cercle. Ces dernières ainsi nommées d'après le cycle des quintes consistent en des « toniques adjacentes ascendante en quarte et descendantes en quintes » — par exemple, la séquence vi - ii - V- I monte à chaque accord d'une quarte au-dessus de la précédente. Une telle motion, fondée sur d'étroites relations harmoniques, offre « sans aucun doute la plus courante et la plus forte de toutes les progressions harmoniques ». La succession des cadences donne une impression de retour inévitable à la tonique de la pièce.

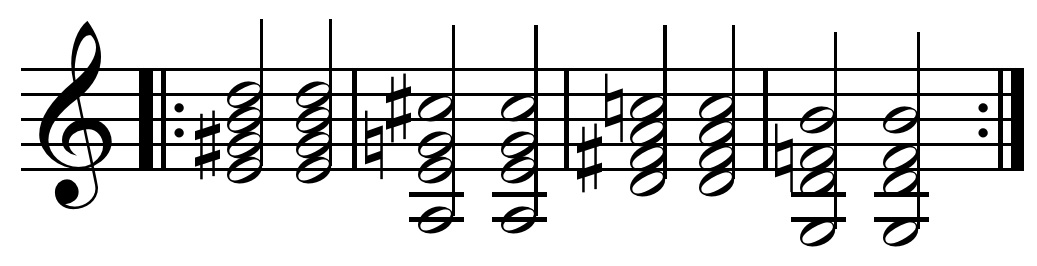
La progression de ragtime (E7-A7-D7-G7) apparaît souvent dans les ponts des standards de jazz
.
La progression III7-VI7-II7-V7 (ou V7/V/V/V - V7/V/V - V7/V - V7) revient à do majeur (I), mais est elle-même dans un ton indéfini.

De courtes progressions cycliques peuvent être dérivées en sélectionnant une séquence d'accords parmi la série disponible pour compléter un cercle à partir de la tonique en passant par  l'ensemble des sept accords diatoniques :
- I - IV - viio - iii - vi - ii - V - I (en majeur) Progression majeure en cercle
- I - V - I Extrait d'une progression en cercle: I - V - I
- I - IV - V - I Extrait d'une progression en cercle: I - IV -V - I

Ce type de progression a été très utilisé par les compositeurs classiques, qui ont introduit des inflexions de plus en plus subtiles. En particulier, le remplacement des accords majeurs par des mineurs pour donner, par exemple, I - VI - II - V ce qui a permis un chromatisme plus sophistiqué ainsi que la possibilité de  moduler. Ces conventions harmoniques ont été reprises par les compositeurs de musique populaire américains, donnant lieu à de nombreuses variations des débuts du jazz qui ont été surnommées ragtime et stomp. Toutes ces progressions peuvent être utilisées par section, comme dans I Got Rhythm de George Gershwin.

## Harmonisation de la gamme
L'oreille tend à préférer les mélodies linéaires de même que les accords cycliques ainsi que les accords qui suivent la gamme de manière ascendante ou descendante. Au XVIIe siècle, la mode était aux mélodies de basses descendantes, appelée en anglais division on the ground de telle sorte que le  canon de Pachelbel,  les suites orchestrales de Bach (la fameuse  Suite en ré (Aria), BWV 1068), et les concertos pour orgue de Haendel contiennent tous des harmonisations très similaires de la gamme majeure descendante. Quand ces harmonisations ont été réintroduites dans la musique populaire de la mi-XXe siècle, elles sont arrivées avec de nombreux ornements baroques (la chanson des Beatles For No One, A Whiter Shade of Pale de Procol Harum, et Dear Mary et Baby's House du Steve Miller Band).
Dans sa forme la plus simple, cette séquence descendante introduit simplement un accord en plus, le III ou le V dans le type de séquence I - VI - IV - V décrit ci-dessus. Ces accords permettent l'harmonisation du 7e accord ainsi que de la ligne de basse I - VII - VI...
Cette stratégie est utilisée dans When a Man Loves a Woman de Percy Sledge et No Woman, No Cry de Bob Marley. Les exemples baroques descendent d'une octave alors que A Whiter Shade of Pale en descend deux, avant de compléter le cercle par l'accord dominant pour revenir à la tonique.
Les progressions majeures ascendantes ne sont pas aussi communes, mais il en existe de nombreuses: la section de Like a Rolling Stone monte par étape en quinte I - ii - iii - IV - V avant de redescendre ainsi IV - iii - ii - I vers la tonique — cette dernière étant un autre type d'harmonisation commune d'une gamme descendante majeure. Les succès Juliet (en) du groupe The Four Pennies (en) et Here, There and Everywhere des Beatles utilisent des progressions ascendantes similaires.

## Progressions mineures et modales

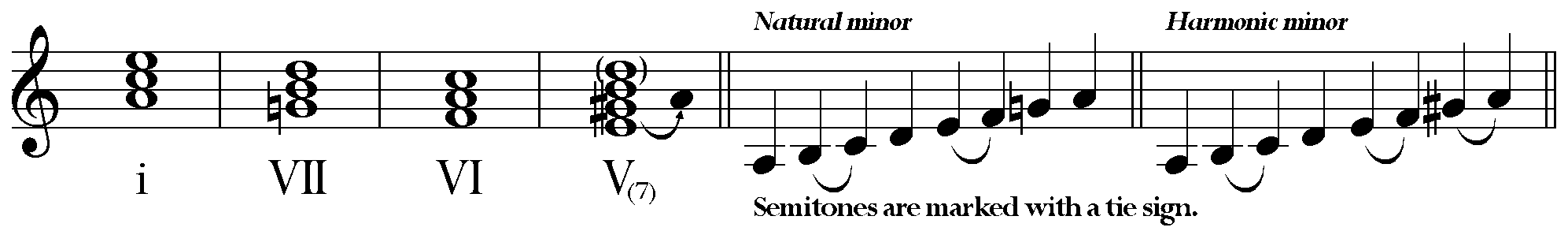
Une cadence andalouse por arriba (en la mineur). Sol est la sous-tonique et sol dièse est la sensible.

Il va sans dire que des stratégies similaires aux travaux ci-dessus fonctionnent également dans les modes mineurs: il y a des chansons avec un, deux ou trois accords mineurs et aussi du blues mineur depuis l'époque de Benny Goodman comme Why Don't You Do Right? jusqu'à Riders On The Storm du groupe The Doors. Un exemple notable d'une progression d'accords mineurs descendante est la cadence andalouse de quatre accords, i - VII - VI - V, qui apparaît dans Hit the Road, Jack de Ray Charles, le couplet de Good Vibrations, la section instrumentale de David Bowie dans Moonage Daydream, etc. Des séquences mineures descendantes peuvent être entendues dans la reprise de All Along the Watchtower de Bob Dylan par Jimi Hendrix, dans Sultans of Swing de Dire Straits et dans Southern Man de Neil Young.
Les chansons folk et blues utilisent souvent le mode  mixolydien qui a un septième degré bémolisé, ce qui altère la progression des trois principaux accords à I - VII bémol - IV. Par exemple, si la gamme majeure en do (ou C), qui donne les trois principaux accords Do - Fa - Sol, sur le premier, le quatrième et cinquième degré de la gamme, est jouée avec sol en tonique, les mêmes accords vont apparaître sur le premier, quatrième et septième degrés. Ces harmonies mixolydiennes apparaissent dans la musique populaire des années 1960 notamment avec l'album Help! des Beatles et l'album Beggar's Banquet des Rolling Stones.
L'écart entre une tonique mineur et son relatif majeur — une tierce mineure — encourage les progressions ascendantes de gammes surtout lors de l'utilisation de  gammes pentatoniques. On peut l'entendre sur Black Girl de Huddie Ledbetter et à partir des années 1960 dans la musique pop britannique avec des enregistrements tels que la chanson traditionnelle House of the Rising Sun reprise par le groupe The Animals et For Your Love de Graham Gouldman/The Yardbirds. I - III - IV (ou iv) - VI est une progression typique de cette sorte de séquence.
Selon Tom Sutcliffe: ... pendant les années 1960, certains groupes pop ont commencé à expérimenter avec des progressions d'accords modaux comme moyen alternatif d'harmoniser les mélodies blues ... Cela a créé un nouveau système d'harmonie qui a influencé la musique populaire ultérieure.
Cette évolution s'est faite en partie en raison de la similitude entre la  gamme de blues et les gammes modales et en partie à cause des caractéristiques de la guitare et de l'utilisation des gammes majeures parallèles sur la gamme pentatonique mineure. Ce phénomène est également lié à l'utilisation de plus en plus fréquentes des power chords (un type d'accord qui utilise seulement la tonique et la quinte, donc deux notes). Les progressions du type général I - III bémol - IV sont audibles, par exemple, dans Smoke on the Water de Deep Purple et Green Manalishi de Fleetwood Mac.